# アメリカタテハモドキ
アメリカタテハモドキ (Junonia coenia) は、チョウ目（鱗翅目）・アゲハチョウ上科・タテハチョウ科に分類されるチョウの一種。

## 分布
カナダからアメリカ合衆国、メキシコ、キューバに分布する。

## 特徴
開長5cm。翅には大きな眼状斑紋がいくつかある。
さまざまな植物を食草とする。夏に北方に移動する。